# Чижов, Анатолий Алексеевич
Анатолий Алексеевич Чижов (15 июня 1934, Каменка, Средневолжский край — 4 августа 2021[…]) — советский и российский государственный и промышленный деятель, организатор производства ракетно-космической техники, директор Куйбышевского завода «Прогресс» имени Маршала Советского Союза Д. Ф. Устинова Министерства общего машиностроения СССР (1980—1996). Лауреат Государственной премии СССР (1981). Герой Социалистического Труда (1988). Заслуженный машиностроитель РФ (1992). Народный депутат СССР (1989—1991).

## Биография
Родился 15 июня 1934 года в городе Каменка Пензенской области.
С 1954 по 1960 год обучался в Казанском авиационном институте. С 1960 года на Куйбышевском заводе «Прогресс» Министерства общего машиностроения СССР, где в течение семнадцати лет занимал должности инженера технологического отдела, старшего инженера, заместителя начальника и начальника кабельного цеха, начальника производства, заместителя главного инженера завода. С 1960 по 1974 год работал над созданием ракеты-носителя для советской «лунной программы», с 1974 по 1977 год являлся главным технологом проекта по созданию многоразовой космической системы.
С 1977 по 1980 год А. А. Чижов работал в центральном аппарате Министерства общего машиностроения СССР в должности главного инженера 3-го Главного управления.
С 1980 по 1996 год директор Куйбышевского завода «Прогресс». Под его руководством и при непосредственном участии были освоены новые космические изделия: ракета-носитель сверхтяжелого класса «Энергия», космические аппараты «Орлец-1», «Орлец-2», «Янтарь», «Силуэт» и «Неман».
6 сентября 1978 года Указом Президиума Верховного Совета СССР «за выдающиеся достижения в труде и разработку новой техники» Анатолий Алексеевич Чижов был награждён Орденом Трудового Красного Знамени.
В 1981 году Постановлением ЦК КПСС и Совета Министров СССР Анатолий Алексеевич Чижов был удостоен Государственной премии СССР.
10 октября 1988 года «закрытым» Указом Президиума Верховного Совета СССР «за выдающиеся заслуги в производстве новой техники» Анатолий Алексеевич Чижов был удостоен звания Героя Социалистического Труда с вручением Ордена Ленина и золотой медали «Серп и Молот».
Помимо основной деятельности занимался и общественно-политической работой: избирался делегатом XXVII съезда КПСС (1986) и XIX Всесоюзной конференции КПСС (1988), с 1989 по 1991 год являлся народным депутатом СССР от Кировского территориального избирательного округа № 205 Куйбышевской области, членом Комитета Верховного Совета СССР по вопросам обороны и государственной безопасности.
С 1997 года после выхода на пенсию жил в Москве.
Похоронен на Федеральном военном мемориале «Пантеон защитников Отечества» в Московской области.

## Награды
- Герой Социалистического Труда (1988)
- Орден Ленина (1988)
- Орден Трудового Красного Знамени (1978)
- Государственная премия СССР (1981)
- Медали

## Почетные звания
- Заслуженный машиностроитель РФ (1992)
- Почётный гражданин Каменского района Пензенской области (2022, посмертно)

## Память
- 15 мая 2022 года на Волжском проспекте в Самаре открыта мемориальная доска памяти А. А. Чижова. Скульптор Константин Кубышкин.
- 25 ноября 2022 года депутатами Законодательного Собрания Пензенской области принят законопроект о присвоении имени Героя Социалистического Труда Анатолия Алексеевича Чижова средней школе на его малой родине в селе Владыкино Каменского района.
- В 2023 году в Самаре именем Чижова назван сквер[6][7].

Мемориальная доска памяти А.А.Чижова